# Anne Monson
Anne Monson, född Vane 25 juni 1726, död 18 februari 1776, var en brittisk botaniker och samlare av växter och insekter. 
Hon var dotter till Henry Vane, earl av Darlington, och Lady Grace Fitzroy. År 1746 gifte hon sig med Charles Hope-Vere av Craigiehall, från vilken hon skildes 1757, varefter hon samma år gifte om sig med löjtnant George Monson av Lincolnshire, som var anställd vid den brittiska armén i Indien. Hon levde sedan resten av sitt liv i Calcutta i Indien, där hon blev en ledande medlem i den brittiska kolonin. 
Anne Monson var redan 1760 känd som "en förbluffande kvinnlig botanist". Hon ska ha assisterat James Lee i översättningen av Carl von Linnés Philosophia Botanica, något Lee också gav henne erkänsla för. Hon sammanträffade med Linnés lärjungar Johan Christian Fabricius och Carl Peter Thunberg, och gjorde flera expeditioner med Thunberg i Sydafrika 1774. Hon blev känd för sitt samlande av växter och insekter, och sände plantan Monsonia till Kew Gardens samma år. 
Carl von Linné namngav en av de plantor hon samlade under expeditionen med Thunberg i Sydafrika efter henne: Monsonia.